# 望月衛
望月 衛（もちづき まもる、1910年12月4日 - 1993年12月28日）は、日本の心理学者、千葉大学名誉教授。本名は「衞」だが、著書等では「衛」も使用した。

## 略歴
東京出身。1933年東京帝国大学文学部心理学科卒。陸軍航空本部に勤務。戦後は東宝に入社。思想の科学研究会に参加。東洋大学教授、1954年千葉大学教授。1976年定年退官、名誉教授、国際商科大学(現・東京国際大学)教授。
1955年の『欲望』がベストセラーとなり、一般向け雑誌で盛んに発言した。
1983年4月勲三等旭日中綬章を受章。
同性愛に関し、戦後初期の日本におけるパイオニア的オピニオンリーダーであり、三島由紀夫とも交流があり、論文「性的成熟と社会的成熟―三島由紀夫「仮面の告白」を検討しつゝ」（「思索」1949年11月）においては、自著『性と生活』で詳論した「仮性同性性愛（男性ジェンダーをもった男によるホモセクシュアリティ）」の生き生きとした例として『仮面の告白』の分析を行なっている。

## 著書
- 『君は操縦者になれるか』宋栄堂　1943　文字で見る文化映画叢書
- 『航空心理』小山書店　1944
- 『食欲の心理学』太虚堂書房　1946
- 『性と生活 心理学の立場より』理想社　1949　理想叢書
- 『性の心理と教育 教育者のために』壮文社　1949　心理学選書
- 『百萬人の性教育』思索社　1950
- 『青春期の性の心理』印刷庁　1951　純潔教育シリーズ
- 『青年心理学 青年の社会行動をどう理解するか』光文社　1951
- 『一般心理学』1954　要選書
- 『子を伸ばすために』新評論社　1955　教育新書
- 『欲望 その底にうごめく心理』光文社カッパ・ブックス　1955
- 『一般心理学』塙書房　1956
- 『金銭 現代人の煩悩』光文社カッパ・ブックス　1956
- 『独身から結婚へ』池田書店　1956
- 『心理学新講』塙書房　1958
- 『性の人生案内 独身から結婚へ』池田書店　1958　教養新書
- 『愛情と性の教育』国土社　1960　子どものもんだい
- 『生活設計入門 青年期の欲求をどう処理するか』光文社カッパ・ブックス　1960
- 『一般心理学』弘文堂書房アテネ新書　1971
- 『個人空間の中で 飲食住の心理』プレーン出版　1976
- 『社会心理学 身辺反省よりの出発』共立出版　1984　現代心理学叢書

## 共編著
- 『君は少年飛行兵になれるか』五十嵐衡共著 博文館　1944
- 『ちどり』文 下村兼史作 東宝撮映所編　まひる書房　1947
- 『高校生に関する100の質問』戸川行男,乾孝共編　中央公論社　1957
- 『交際読本 新しい人間関係にたって』羽仁説子,丸岡秀子共編　読売新聞社　1962　暮らしの図書室
- 『転機 人生の岐路』編　誠信書房　1964　現代の青少年
- 『環境心理学』大山正共編　朝倉書店　1979　現代の心理科学

## 翻訳
- 『第2ドイツ戦争心理学 将校の資質と其の文化業績』訳編　中川書房　1942
- マックス・ジモナイト『国防心理学要論』中川書房　1943
- The Voice of America 編『女性の実力』訳編　誠信書房　1966
- D.C.マックレランド『国民性の心理 深層心理学的考察』訳編　誠信書房　1969
- C.W.ワール『性の諸問題 医療における診断と治療』監訳 野沢栄司,内海滉訳　誠信書房　1971
- A.J.マロー『クルト・レヴィン その生涯と業績』宇津木保共訳　誠信書房　1972
- リチャード・リン『性格と国民性 不安と繁栄』岩脇三良,宇津木保共訳　誠信書房　1973
- W.H.イッテルソン 等『環境心理の応用』宇津木保共訳　彰国社　1977
- W.H.イッテルソンほか『環境心理の基礎』彰国社　1977
- ルドルフ・H.モース『環境の人間性 行動科学的アプローチ』朝倉書店　1979　現代の心理科学

## 論文
- 「食欲を中心としたる二三の観察」 『心理学研究』 第8巻 4号 1933
- 「こんなことでも事故は起こる」 『航空事故防止対策資料』 第1巻 4輯、「防諜・宣撫・文化工作」 『現代心理学 7. 国防心理学』 河出書房 1941
- 「航空員の適性」 『陸軍航空本部教育資料』 1943
- 「陸軍航空兵知能検査の標準化」同前、「陸軍航空兵の適性検査の標準化」同前、「航空心理学の二三の問題」 『心理学研究』 第18巻 5・6号 1944
- 「食行動」 『心理学講座 8. 保健心理』 中山書店 1954
- 「芸術-映画」 『心理学講座 12. 文化心理』 中山書店 1954
- 「性教育」 『教育研究事典』 金子書房 1954
- 「話しコトバについて」 『年報社会心理学』 第3号 1962
- 「心理検査の変遷」 『パッケージ性格の心理 6. 性格の理解と把握』 ブレーン出版 1986

## 参考
- デジタル版日本人名大辞典: